# السفارة السعودية في تنزانيا
سفارة المملكة العربية السعودية في جمهورية تنزانيا المتحدة، هي بعثة دبلوماسية سعودية تقع العاصمة دودوما ويترأس البعثة سفير خادم الحرمين الشريفين عبد الله الشريان.

## وصلات خارجية
- موقع سفارة المملكة العربية السعودية السعودية في تنزانيا
- وزارة الخارجية السعودية (بالعربية)
- Ministry of Foreign Affairs of Kingdom of Saudi Arabia (بالإنجليزية)